# 高山市立荒城小学校
高山市立荒城小学校 （たかやましりつ あらきしょうがっこう）は、かつて岐阜県高山市に存在した公立小学校。

## 概要
- 旧・大野郡丹生川村の北東部の小学校であった。2007年に廃校。廃校時の児童数は17人。
- 校名は荒城川（神通川支流）に由来する。
- 校舎は2018年時点では現存し、民間の工場・店舗（米菓・煎餅）となっている。

## 沿革
- 1976年（昭和51年）4月 - 三之瀬小学校、折敷地小学校、国見小学校を統合し、丹生川村立荒城小学校として開校。校舎は旧・折敷地小学校校舎を転用する。
- 1980年（昭和55年）4月 - 丹生川村折敷地2-9に統合校舎が完成。
- 2005年（平成17年）2月1日 - 丹生川村が高山市に編入される。同時に高山市立荒城小学校に改称する。
- 2007年（平成19年）
  - 3月4日 - 閉校式
  - 3月31日 - 丹生川小学校に統合され、廃校。